# Sauvetage (série télévisée)
Sauvetage est une série télévisée helvético-française en douze épisodes de 50 minutes créée par Pierre-Antoine Hiroz et Pascale Rocard, et diffusée du 16 juin 2000 au 21 août 2002 sur France 2 ainsi que TSR1, puis rediffusée sur Jimmy, NT1 et sur Action.
Cette série a été entièrement tournée dans la région du Chablais valaisan ainsi que dans ses alentours.

## Distribution
- Laurent Deshusses : Xavier, le pilote
- Pascale Rocard : Diane
- Maxime Leroux : Gaspard
- Nathalie Besançon : Marie
- Jean-Marie Frin : Le maire
- Frédéric Landenberg : Pascal
- Lise Payen : Cathy
- Olivier Claverie : David
- Bénédicte Roy : Lucie Pradelle
- Sibylle Blanc : Frédérique

## Liste des épisodes

### Première saison (2000)
1. Nuit blanche
2. Haute tension
3. La Faille
4. Aller simple
5. Portés disparus
6. Prisonniers sous la terre

### Deuxième saison (2002)
1. Momentanément aveugle
2. Grain de sable
3. Le Ravin
4. Laura
5. Glissement de terrain
6. Otages